# Hexatoma shawanoensis
Hexatoma shawanoensis är en tvåvingeart som beskrevs av Alexander 1959. Hexatoma shawanoensis ingår i släktet Hexatoma och familjen småharkrankar. Inga underarter finns listade i Catalogue of Life.